# Funäsdalsberget
Funäsdalsberget är ett fjäll intill tätorten Funäsdalen i Härjedalen, med högsta punkt belägen på 977 meter över havet. På fjällets sydöstra sluttning finns en alpin skidanläggning, som ingår i Funäsfjällen, med toppstuga och högsta liftburna åkhöjden på 936 meter över havet.

## Historia
En bergsvetenskapsresa genom Härjedalen till Norge och Røros kopparverk, av Carl Magnus Robsahm och Anton Swab, gav år 1796 ett tillkännagivande citat om Funäsdalsberget som löd:
| ” | Funnesdalens by har 20 grannar, som alla bor under Funnesdalsberget, som på norra sidan om deras små hus upreser sig likt en förfärligt svart buse och måste man härvid från barndomen vara van för att icke finna det ganska rysligt. Straxt nedanföres om byen ligger Funnesdalssjön. | „ |

Den 28 april 1967 släppte ett 23 ton tungt stenblock från bergets branta sydsida och träffade prästgården, kom in genom köksväggen och flyttade hela huset en bit från grunden. Inspektionen av landshövdingen Anders Tottie visade att stenblocket hade passerat skyddsvallens östra sida med ungefär fem meter. Även 9 maj 1955 inträffade ett liknande ras, där det stenblocket stannade bara ett fåtal meter ifrån kyrkan. Bergets vägg ner mot byn lutar i 80 °.
Den 2 juli 2018 invigdes sameparken Lopme Laante på Funäsdalsberget. Parken är en temapark för att sprida kunskap om samerna och rennäringen. 

## Alpina skidanläggningen
År 1936 invigdes anläggningens första skid- och störtloppsbacke, och 1958 byggdes den första släpliften vilken var 400 meter lång med 98 meter fallhöjd. Sedermera byggdes anläggningen successivt ut, tills den bestod av fyra släpliftar och drygt tio nedfarter med högsta fallhöjd över 300 meter.
2007 förnyades allt i skidanläggningen, förutom ankarliften Röstbergsliften och Gamla backen, i en satsning på 117 miljoner kronor. Tre nya släpliftar, 14 nya nedfarter, en större Funpark samt främst den 1028 meter långa sexstols-expressliften Kåvan Express ingick. Nybygget blev den första av tre etapper i en vision om att utveckla anläggningen till Sveriges modernaste.
Mitt under planerna för andra och tredje etappen i utvecklingen av anläggningen – som beräknas kosta omkring en miljard kronor totalt – drabbades driftföretaget (Funäsdalsberget AB) av ekonomiska problem i samband med finanskrisen 2008–2009, där företaget i början av 2012 var mycket nära konkurs, men hösten 2012 räddades anläggningen (och även så att utvecklingsplanerna kunde återaktualiseras) genom att Funäsdalen Berg och Hotell AB tog över verksamheten tillsammans med 19 delägare. I projektet skulle Härjedalens första gondolbana ingå, och i början av juli 2014 kom klartecknet för en omedelbar byggstart av den, som stod färdig vintern 2014/2015 efter en nota på 45 miljoner kronor. 907 meter längd, 316 meter fallhöjd och kapacitet 750 personer i timmen är några av dess angivna tekniska data (banan är kopplingsbar, men den låga kapaciteten beror på att den har enbart 11 gondoler). Den fick namnet Funäsgondolen efter en namntävling som hölls via Facebook och pågick under senhösten 2014.